# Capo Marrargiu

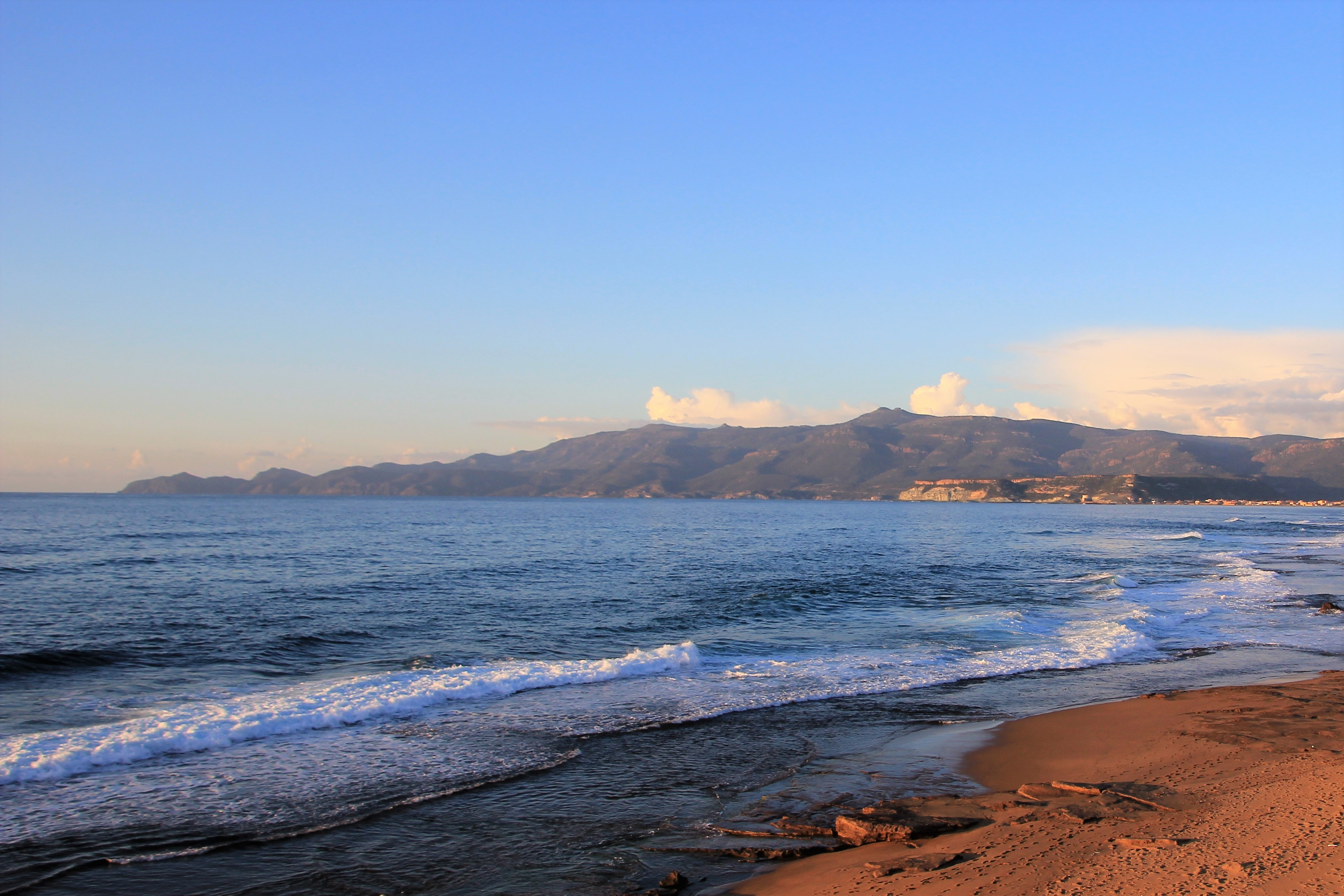
Capo Marrargiu

Capo Marrargiu ist ein Landvorsprung im Nordwesten Sardiniens, auf dem Gebiet der Gemeinde Bosa. In der Gegend um Capo Marrargiu befindet sich ein Naturschutzgebiet (160 Hektar).
Unter der Bezeichnung „Capo Marrargiu“ wurde ein ehemals geheimer Stützpunkt der italienischen Nachrichtendienste bekannt, der sich tatsächlich etliche Kilometer nördlich von Capo Marrargiu, bei dem Ort Poglina befindet (⊙). Es handelt sich um das Centro addestramento guastatori.
Koordinaten: 40° 20′ 35″ N, 8° 23′ 49″ O